# Krzysztof Wacławek
Krzysztof Wacławek – polski urzędnik państwowy i funkcjonariusz Agencji Bezpieczeństwa Wewnętrznego w stopniu pułkownika, w latach 2020–2023 
szef Agencji Bezpieczeństwa Wewnętrznego, od 2025 doradca Prezydenta RP.

## Życiorys
Absolwent studiów z zakresu ochrony środowiska na Akademii Rolniczo-Technicznej w Olsztynie oraz z zakresu zarządzania w Szkole Głównej Handlowej w Warszawie. Był funkcjonariuszem w pionie kontroli Centralnego Biura Antykorupcyjnego, który współtworzył. Pracował także w Najwyższej Izbie Kontroli, gdzie realizował kontrole w zakresie gospodarowania nieruchomościami i dużych inwestycji infrastrukturalnych. Od 2012 pełnił funkcję zastępcy dyrektora w delegaturach NIK kolejno w Bydgoszczy i Olsztynie, odpowiadając za tworzenie planów pracy tych jednostek i nadzór nad kontrolami.
W 2016 został zatrudniony w Agencji Bezpieczeństwa Wewnętrznego – został dyrektorem Biura Logistyki oraz Departamentu Zagrożeń Strategicznych, który współtworzył, a w marcu 2019 objął funkcję zastępcy szefa tej służby. W dniu 3 lutego 2020 powołany na stanowisko szefa ABW. W grudniu 2023 zakończył pełnienie tej funkcji. W lutym 2025 został doradcą prezydenta RP Andrzeja Dudy. 5 sierpnia tego samego roku zakończył pełnienie tej funkcji. Jeszcze w tym samym miesiącu powrócił na to stanowisko, dołączając do administracji nowego prezydenta RP Karola Nawrockiego.

## Odznaczenia
- Złoty Medal za Zasługi dla Policji (2023)[11]